# Crepidacantha craticula
Crepidacantha craticula är en mossdjursart som beskrevs av Tilbrook 2006. Crepidacantha craticula ingår i släktet Crepidacantha och familjen Crepidacanthidae. Inga underarter finns listade i Catalogue of Life.